# Famagosta
Famagosta (/famaˈɡosta/; in greco Αμμόχωστος?, Ammochostos; in turco Gazimağusa) è una città appartenente de facto alla cosiddetta Repubblica Turca di Cipro del Nord e de iure alla Repubblica di Cipro, con 40.920 abitanti. Situata sulla costa orientale dell'isola di Cipro, è ricompresa de iure nell'omonimo distretto, de facto nel distretto di Gazimağusa.

## Storia

### Origini
La città era nota in antichità come Arsinoe (in onore di Arsinoe d'Egitto), quindi come Ammochostos (che significa "nascosta nella sabbia") che è il nome con cui è conosciuta oggi in Grecia. Questo stesso nome si sviluppò in Famagosta/Famagusta (fama Augusti), usato nelle lingue europee occidentali e nel nome turco di Mağusa (Gazi è un prefisso turco che significa "glorificata"). Sembra che raggiunse il suo massimo splendore nel XIII secolo, quando i cristiani in fuga dalla Siria e dalla Palestina vi si insediarono e la svilupparono in una città florida.

### Periodo genovese (1372-1489)
Nel 1372 Famagosta venne conquistata da Genova, il cui dominio durò fino all'arrivo dei veneziani.
Il re di Cipro era ricorso ai prestiti della Maona di Cipro. Tuttavia, non potendo restituire il debito, nel 1447 cedette in sovranità alla Casa di San Giorgio (che nel frattempo aveva assorbito la Maona) la città di Famagosta.
Il suo successore nel 1464 riconquistò la città, facendo terminare il dominio di San Giorgio.

### Periodo veneziano (1489-1571)
Il suo declino si ebbe dopo una rivolta nel XIV secolo e nel XV secolo. Quando i veneziani la conquistarono, nel 1489, Famagosta stava attraversando un periodo di decadenza. I veneziani la svilupparono nuovamente, costruendo delle massicce mura attorno alla città vecchia, che esistono in gran parte ancora oggi. Il bastione Martinengo è un eccellente esempio di fortificazione alla moderna, in quanto fornisce protezione alle mura da ambo i lati.
Questo porto fu l'ultima piazzaforte cipriota a cadere in mano turca, dopo un lungo assedio. I promessi rinforzi alla città non giunsero mai da Venezia (provenienti da Souda, nell'isola di Creta). Il brutale supplizio al quale fu sottoposto il rettore di Famagosta Marcantonio Bragadin, pena che echeggiò in tutto il Mediterraneo, potrebbe essere stato causato dall'uccisione, settimane prima, di alcuni giannizzeri che si erano arresi nel fossato durante una scaramuccia, ma resta un mistero anche perché non fu attuato dalla soldataglia dei venturieri turchi (notoriamente indisciplinati e spesso crudeli con i prigionieri) ma da Lala Mustafa, uomo con fama (almeno in precedenza) di mite, giusto e benevolente verso i cristiani, oltre che generale in precedenza ed in seguito molto cavalleresco.

#### Conquista turca (1570-1571)

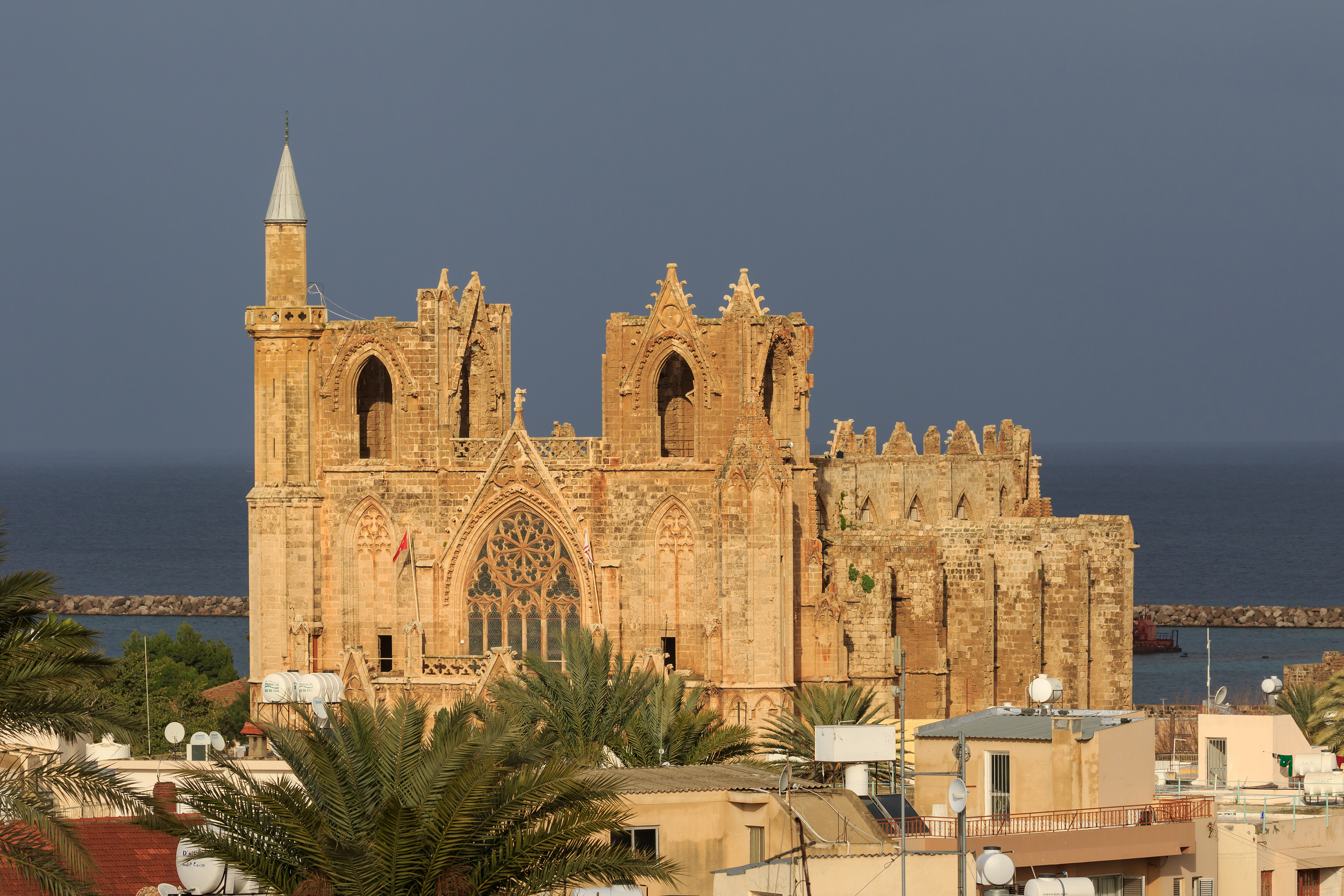
Moschea di Lala Mustafà Pascià (cattedrale gotica di San Nicola)

La conquista dell'isola di Cipro ebbe inizio con l'assedio del 1570. I turchi presero l'iniziativa dopo la notizia di uno scoppio nell'Arsenale di Venezia che aveva distrutto il magazzino delle polveri e dei legnami, probabilmente un sabotaggio ad opera di agenti al soldo del sultano Selim II, e dopo che l'ultimatum turco fu rifiutato dal Senato veneziano. Nel luglio del 1570 la forza d'invasione sbarcò a Cipro. Era formata da circa 100 000 soldati e per prima cosa essa attaccò la capitale di Cipro, Nicosia, difesa dal governatore civile, ma la città non aveva abbastanza viveri e mezzi necessari per resistere a un lungo assedio. Cadde il 9 settembre dopo che i turchi uccisero a tradimento i 500 difensori e il governatore che si erano rifugiati nel palazzo del governatore, dove si tentava l'ultima e disperata resistenza. Malgrado avessero accettato la resa in cambio della vita, i turchi massacrarono l'intera popolazione della città, tranne 2000 giovani i quali furono inviati come schiavi a Istanbul. Ma Famagosta non è indifesa come Nicosia. Nel periodo dell'assedio della capitale cipriota il senatore veneziano Marcantonio Bragadin aveva rinforzato le difese e accumulati viveri e munizioni a sufficienza per un lungo assedio, il sistema difensivo efficace e innovativo. Le fortificazioni, opera del celebre architetto Sammicheli, sono frutto delle più avanzate concezioni belliche: la cinta rettangolare delle mura, lunga quasi quattro chilometri e rafforzata ai vertici da possenti baluardi, è intervallata da dieci torrioni e coronata da terrapieni larghi fino a trenta metri. Alle spalle le mura sono sovrastate da una decina di forti, detti "cavalieri", che dominano il mare e tutta la campagna circostante, mentre all'esterno sono circondate da un profondo fossato. La principale direttrice d'attacco è difesa dall'imponente massiccio del forte Andruzzi, davanti al quale si protende, più basso il forte del Rivellino.
La cavalleria turca, subito dopo la distruzione di Nicosia, con una galoppata di circa 50 chilometri, raggiunge i pressi di Famagosta portando infilzate sulle lance le teste del governatore Dandolo e di tutti gli altri dignitari, comandanti e magistrati di Nicosia. Per spaventare i difensori Mustafà Pascià invia a Famagosta, racchiusa in una cesta, la testa del governatore di Nicosia, Niccolò Dandolo. Ma il Capitano Generale di Famagosta, Marcantonio Bragadin, di antico e nobile casato veneziano, non s'impressiona, respinge ogni intimazione di resa e dà tutte le disposizioni necessarie per quella lunga ed eroica resistenza "che resterà sempre monumento di gloria negli annali militari". Bragadin ed i suoi uomini sono convinti che Venezia non li lascerà in balia del turco e che, prima o dopo, arriveranno i sospirati e promessi soccorsi. Ma oramai l'anno è troppo avanzato per permettere un assedio regolare e Lalà Mustafa si limitò a bloccare la città via terra e di lasciare 40 galee nelle acque cipriote.
Quindi arrivarono degli insperati aiuti dalla Repubblica di Venezia, infatti il 26 gennaio 1571 Marcantonio Querini con 16 galee e 3 mercantili provenienti dalla base veneziana di Candia disperse le 7 galee turche che bloccavano la città, distruggendone 4, quindi dopo aver catturato due navi piene zeppe di rifornimenti destinati agli ottomani e dopo aver creato gravi danni alle comunicazioni e alle torri di guardia turche rafforzò con 1600 soldati, munizioni e viveri la città assediata sbarcò a Creta tutti i non combattenti, i malati ed i feriti di Famagosta. Sul finire dello stesso inverno sbarcò a Famagosta un altro contingente veneziano formato da 800 soldati provenienti addirittura da Venezia con una lettera di incoraggiamento che il Senato indirizzava alla "nostra carissima e fedele città di Famagosta", prova che Venezia non si era dimenticata di Famagosta, infatti anche nei negoziati con il gran visir Sokollu Mehmed Pascià, pur cedendo su molte cose, si mantenevano fermi sul trattamento onorevole della guarnigione di Famagosta, cosa per cui Sokollu aveva dato garanzia.
Finito l'inverno, nella primavera 1571 il sultano inviò circa 200 navi all'indirizzo di Cipro con a bordo circa 250.000 uomini, ma "solo" 100.000 di essi erano soldati, mentre gli altri erano gli zappatori incaricati di scavare le trincee sulle rocce in direzione delle mura della città. Inoltre i turchi tentarono di distruggere le mura attraverso gallerie che dovevano contenere grossi quantitativi di polvere da sparo; i veneziani, però, li respinsero scavando gallerie sotto quelle ottomane, per rubare al nemico la polvere da sparo, o semplicemente per farle esplodere. Lalà Mustafà disponeva, alla fine di maggio, di 74 cannoni, tra cui 9 basilischi, quindi la morsa turca incominciò a stringersi; i cannoni ottomani fecero brecce in molte parti delle mura, ma ogni apertura era sempre riempita con sacchi di sabbia. Con provocazione beffarda i turchi issavano il vessillo veneziano catturato a Nicosia, allora il comandante militare della città (il perugino Astorre Baglioni) guidò una sortita e lo riportò indietro con le proprie mani. Alla fine i Turchi riuscirono ad aprire nelle mura una breccia troppo grande per essere rappezzata, facendo esplodere una mina sotto la mezzaluna nei pressi dell'arsenale.
Famagosta era dunque aperta agli assalti; il primo durò cinque ore e fu respinto, una seconda breccia fu allora attaccata da una massiccia formazione turca, ma i veneziani riuscirono anche questa volta a respingere gli assalitori turchi. Dopo che questo attacco del 9 luglio fu violentemente respinto dai difensori oramai esausti, i turchi persero la testa e tentarono un quarto attacco in massa il 31 luglio, ma vennero ancora respinti dai restanti 1800 difensori veneziani e greci. Oramai non erano più possibili sortite compiute con la cavalleria, perché i cavalli erano stati mangiati, anche la farina era esaurita e la polvere da sparo si era ridotta a 7 fusti.
Marcantonio Bragadin, consapevole che la capacità di resistenza della città era quasi del tutto esaurita, alla fine si arrese alle suppliche di coloro che premevano su di lui per trattare con Lala Mustafà. Per la conquista della fortezza i turchi pagavano un prezzo salato, 150.000 palle di cannone, almeno 52.000 morti ed enormi quantità di polvere da sparo; Bragadin sapeva pure che poteva ancora abbandonare le mura della città e ritirarsi nella cittadella per una difesa ancora più lunga. Naturalmente il Senato veneziano aveva saggiamente deciso di non mettere a repentaglio le sue 97 galee presenti a Candia: attaccare le galee turche, che erano circa il doppio, sarebbe stato un suicidio di massa per i veneziani, anche se il battagliero governatore di Candia, Sebastiano Venier, premeva affinché la flotta della Lega Santa si muovesse per soccorrere Famagosta; di avviso contrario era però il comandante genovese di Filippo II, Gianandrea Doria.
Il 1º agosto del 1571, i Veneziani consegnarono la città ai Turchi. Lala Mustafà garantiva la vita e la libertà a tutti coloro che si trovavano dentro le mura; i cittadini greci di Famagosta potevano restare o andarsene, a loro scelta; quelli che restavano con i turchi mantenevano le loro proprietà e attività oltre alla libertà di culto; i difensori potevano tenere le armi e allontanarsi con cinque pezzi di artiglieria, accompagnati dai loro tre comandanti a cavallo, trasportati su cinquanta galee turche dirette a Candia.
In effetti i feriti e i malati furono subito trasportati a bordo delle galee turche, ma poi incominciò il massacro: Bragadin fu incatenato e costretto ad assistere allo scempio di Astorre Baglioni, degli altri comandanti e della scorta veneziana, che furono tutti tagliati a pezzi dai soldati turchi; a lui furono mozzate le orecchie ed il naso.
Il comandante veneziano Lorenzo Tiepolo, che non vedeva motivo per non fidarsi dei turchi, portò tutte le truppe alla spiaggia; qui, furono trasportate dentro le galee turche ed appena tutti i soldati furono dentro le galee vennero denudati ed incatenati ai remi. Lorenzo Tiepolo fu impiccato come il colonnello Martinengo, comandante delle truppe di supporto del 24 gennaio 1571, mentre  Bragadin il 17 agosto fu torturato e scorticato vivo.
Ma la strenua tenuta della roccaforte veneziana fu determinante per organizzare la vittoriosa battaglia di Lepanto dell'ottobre  1571 e tenere i turchi occupati più a lungo.

### Periodo turco (1571-1878)
Dal 1571, dopo la conquista, i turchi convertirono le chiese in moschee o le usarono per scopi secolari. La Cattedrale di San Nicola divenne la Moschea Lala Mustafa Pasha.
Le strade senza uscita, una caratteristica urbana ottomana, furono importate nella città e si sviluppò uno spirito comunitario in cui un piccolo numero di case a due piani abitate dalla piccola classe media coesisteva con le diffuse case a un piano.
Divenne quindi parte dell'impero ottomano per diversi secoli.

### Periodo britannico (1878-1960)
Nel 1878 l'isola fu "affittata" dall'Impero britannico che di fatto assunse la sua amministrazione, ma solo nel 1914 ne assunse la piena sovranità.
Negli anni successivi i britannici demolirono molti edifici della città per ottenere materiale per la costruzione di Porto Said e del Canale di Suez.
Nel 1906, quando il porto di Famagosta fu completato, divenne un avamposto strategico navale che si affacciava sul Canale di Suez, la strada principale per l'India, che era allora il possesso più importante d'oltremare della Gran Bretagna.
Dopo l'uso di Famagosta come base militare britannica nella prima guerra mondiale, il commercio si spostò significativamente nella città.
Fuori le mura della città vecchia, crebbero nuovi quartieri a un ritmo accelerato, con lo sviluppo incentrato su Varosha.
Nel 1960 Famagosta era una moderna città portuale, che si estendeva ben oltre Varosha e la città murata.

### Indipendenza (1960-1974)
Famagosta, come tutta l'isola di Cipro, ottenne l'indipendenza dal Regno Unito il 16 agosto 1960. Dopo l'indipendenza Famagosta si è sviluppata verso il sud-ovest di Varosha come centro turistico. Dalla fine degli anni '60 Famagosta è diventata un noto centro turistico e di intrattenimento.

### Occupazione turca (dal 1974)

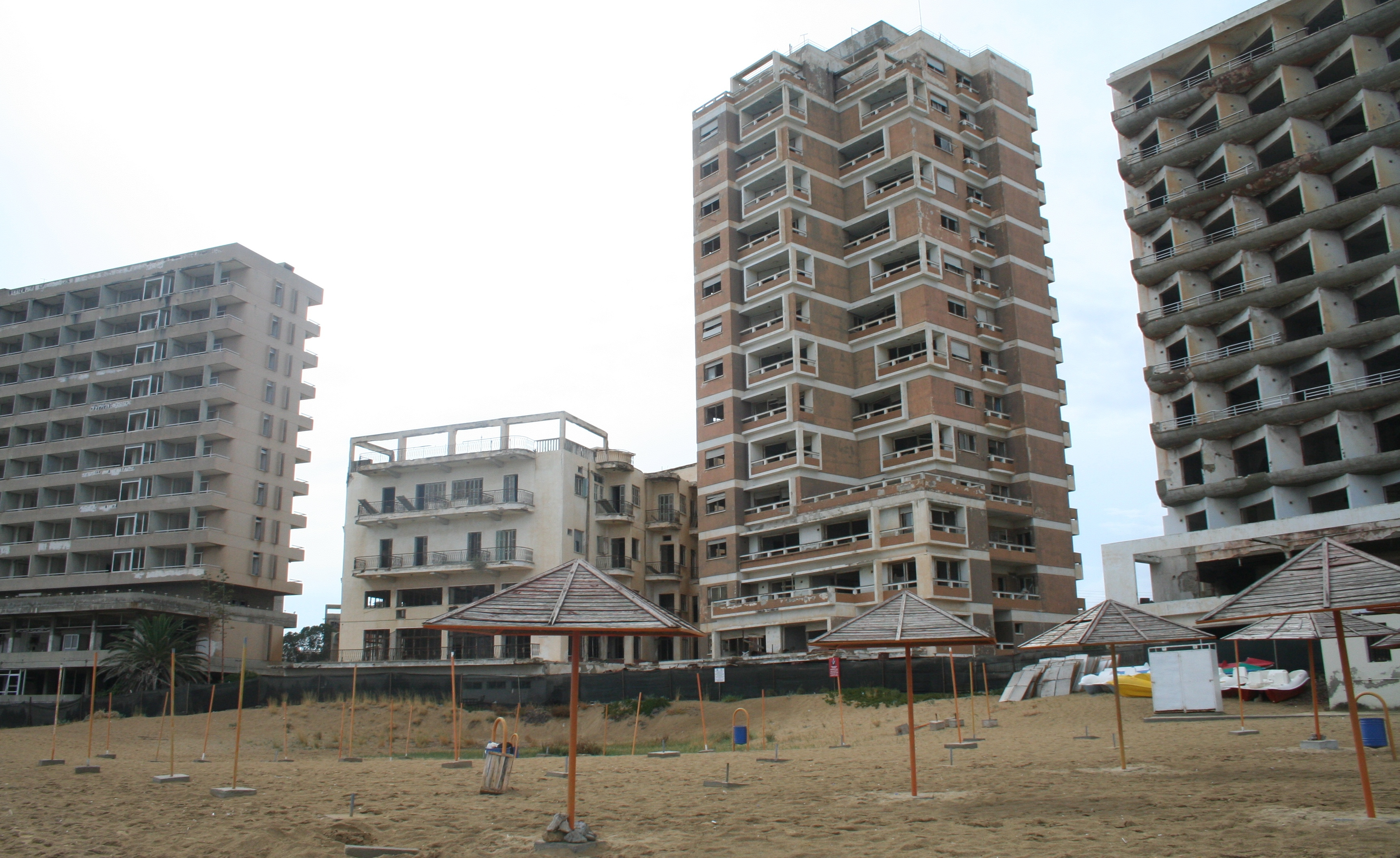
Alberghi abbandonati a Varosha

La città è stata attaccata e successivamente occupata nel 1974 dall'esercito turco durante l'invasione dell'isola da parte della Turchia e ha seguito le sorti della parte nord di Cipro. Gli abitanti di etnia greco-cipriota che la popolavano furono costretti dall'esercito turco ad abbandonarla, non potendo più farvi ritorno.
Dopo l'invasione, gran parte della città è diventata zona militare e le parti moderne sono state abbandonate divenendo zona non accessibile, condizione che persiste ancor oggi. Questa parte della città viene spesso descritta come una città fantasma, rimasta come congelata nel tempo. Il quartiere turistico di Varosha è stato preso come esempio dal giornalista statunitense Alan Weisman nel libro Il mondo senza di noi (The World Without Us), dove si analizzano gli effetti della scomparsa della popolazione umana. Il giornalista sostiene che tutto ciò che è stato costruito a Varosha, dopo 25 anni di mancata manutenzione, è ormai inutilizzabile a causa dei gravissimi danni degli agenti atmosferici, degli animali e delle piante; d'altro canto la città dimostra come la natura e la biodiversità rinascano dopo l'intervento umano: sulla sua spiaggia, per esempio, nidificano specie di tartarughe considerate ormai molto rare.

## Influenze culturali
L'assedio e la conquista di Famagosta da parte dell'Impero ottomano sono raccontati dettagliatamente nel romanzo storico Altai del collettivo Wu Ming.

## Monumenti e luoghi d'interesse
- Moschea Lala Mustafa Pasha, costruita come chiesa tra il 1298 e il 1400 e consacrata cattedrale cattolica di Famagosta nel 1328. Fu poi trasformata in moschea dopo la conquista della città da parte dell'Impero ottomano nel 1571.
- Fortificazioni cittadine, costruite dai Lusignano nel XIV secolo e rinforzate nel XVI secolo dai Veneziani.
- Castello di Otello
- Palazzo del Provveditore
- Moschea di Sinan Pascià
- Chiesa di San Francesco
- Chiesa Nestoriana
- Chiesa di San Giorgio dei Greci
- Chiesa di San Giorgio dei Latini

## Sport
Sino al 1974 Famagosta ospitava alcune importanti società sportive greco-cipriote, che furono costrette a lasciare la città a causa dell'invasione turca. Le due squadre calcistiche più importanti, l'Anorthōsī Ammochōstou e il Nea Salamis, militano nella massima divisione cipriota e si sono insediate entrambe a Larnaca. Attualmente la principale società calcistica della città è il Mağusa Türk Gücü, che milita nel massimo campionato di Cipro del Nord.

## Amministrazione

### Gemellaggi
- Smirne